# Ribeiroia
Ribeiroia é um género de tremátode parasita que infecta rãs. Os parasitas causam deformações no membros dos animais infectados. Inicialmente suspeitava-se que estas deformações poderiam resultar de maior exposição dos embriões a luz ultravioleta decorrente do buraco do ozono ou de poluição decorrente do uso de pesticidas.